# Bob Dylan and The Band 1974 Tour

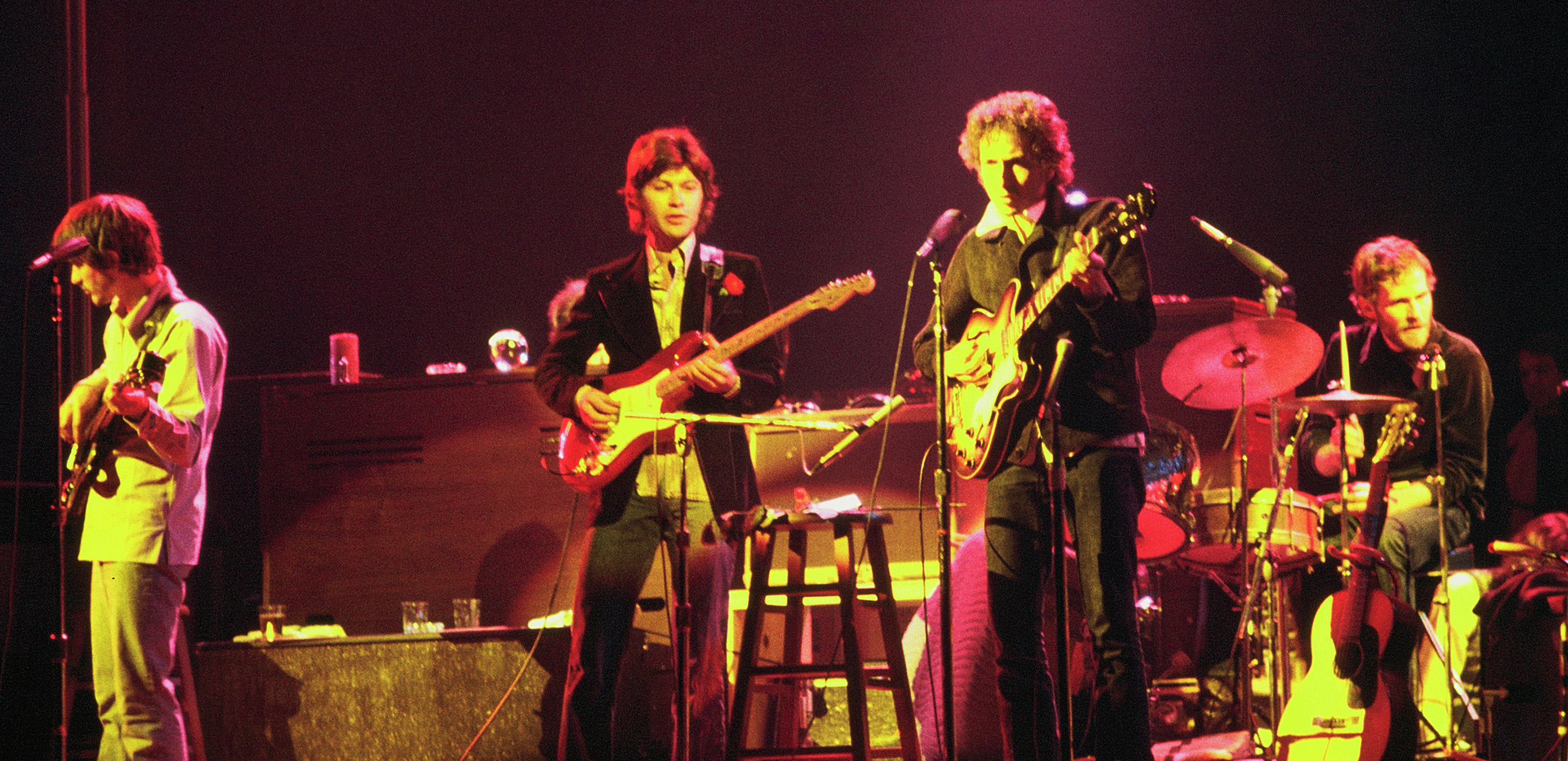
Bob Dylan and The Band 1974 Tour

Bob Dylan and The Band 1974 Tour var en två månader lång turné med Bob Dylan och The Band, vilken genomfördes i januari – februari 1974 under stor uppmärksamhet från publik och press. Det var Dylans första turné på åtta år. Han använde sig av The Band som kompband, vilket han även gjort på turnén 1966.
Det hela arrangerades av den i USA kände promotorn Bill Graham, bl.a. ägare till Fillmore East och West. Turnén finns väl beskriven i exempelvis Howard Sounes Dylan. Biografin (2001). Under perioden från maj 1966 (då Dylan gjort sin senaste turné, även där kompad av The Band) hade han enbart framträtt vid enstaka tillfällen, exempelvis vid "Woodie Guthrie Memorial Concert" och George Harrisons "Concert for Bangladesh". I övrigt hade han egentligen bara givit en mer traditionell konsert, på Isle of Wight i England, augusti 1969. Därför var förväntningarna oerhört höga och efterfrågan på biljetter ska ha varit enorm. 
Dylan hade precis spelat in skivan Planet Waves tillsammans med The Band men om man däremot lyssnar på liveplattan Before the Flood, som spelades in under denna turné, står det klart att det hela präglades av nostalgi. Under konserterna alternerade man mellan Dylan tillsammans med The Band, Dylan ensam på akustisk gitarr samt The Band själva. Turnén finns även dokumenterad på ett antal bootlegs och låtarna avverkades ofta i rasande takt och i flera fall i snabbare tempo än originalen. Turnén avslutades i Los Angeles 14 februari och det är även från denna konsert som merparten av liveplattan kommer.